# Francesco Baverini
Francesco Baverini fou un compositor del segle XV.
Considerat com un dels contrapuntistes més hàbils del seu temps, que passa per ser l'autor de La Conversione de S. Paolo (1410), primer drama líric que es posà en escena, lletra de Giovanni Sulpizio da Veroli.